# 4. Kavallerie-Division (Wehrmacht)
Die 4. Kavallerie-Division, anfangs 4. Kavallerie-Brigade, war ein Großverband des Heeres der deutschen Wehrmacht im Zweiten Weltkrieg. Sie wurde Ende Februar 1945 Nachfolgerin der 4. Kavallerie-Brigade.

## Divisionsgeschichte

### 4. Kavallerie-Brigade
Das OKH stellte am 15. Februar 1944 an der Ostfront aus den bereits vorhandenen Kavallerie-Regimentern Nord, Mitte, Süd und weiteren motorisierten und gepanzerten Verbänden die 4. Kavallerie-Brigade auf. Die neu formierte 4. Kavallerie-Brigade wurde 1944 im Mittelabschnitt der Ostfront gegen die sowjetische Sommeroffensive eingesetzt und erlitt dabei erhebliche Verluste.
Nach kurzer Auffrischung bezog die 4. Kavallerie-Brigade im August Abwehrstellung in der Nähe des Bug und des Narew. Im Dezember verlegte sie an den Plattensee in Ungarn und nahm an den Entsatzangriffen auf Budapest teil.

### 4. Kavallerie-Division
Am 23. Februar 1945 wurde die 4. Kavallerie-Brigade ohne weitere Verstärkung in 4. Kavallerie-Division umbenannt. Im Anschluss daran, im März 1945, folgte die Offensive Frühlingserwachen, an der die Division teilnahm. Danach zog sie sich nach Österreich zurück und kapitulierte im Raum um Graz.
Die Division kämpfte seit ihrem Bestehen immer zusammen mit der 3. Kavallerie-Division unter dem Kommando des I. Kavallerie-Korps.

## Gliederung
- Reiter-Regiment 5 Feldmarschall von Mackensen
- Reiter-Regiment 41
- Schwere Kavallerie-Abteilung 4
- Artillerieregiment (tmot.) 870
- Panzer-Aufklärungs-Abteilung 70
- Sturmgeschütz-Abteilung 70
- Sicherungs-Bataillon 70
- Pionier-Schwadron 70
- Kavallerie-Nachrichtenabteilung 70

## Kommandeure

### 4. Kavallerie-Brigade
- Oberst Freiherr von Wolff
- Oberst von Nordenskjöld

### 4. Kavallerie-Division
- Generalleutnant Rudolf Holste – 28. Februar 1945 bis 24. März 1945
- Generalleutnant Helmuth von Grolman – 24. März 1945 bis 8. Mai 1945

## Ritterkreuzträger
| Name                        | Auszeichnung               | Datum         | Dienstgrad         | Einheit                                 |
| --------------------------- | -------------------------- | ------------- | ------------------ | --------------------------------------- |
| Holste, Rudolf              | Eichenlaub zum Ritterkreuz | 27. Aug. 1944 | Oberst             | Kdr. 4. Kavallerie-Brigade              |
| Graf von Plettenberg, Georg | Eichenlaub zum Ritterkreuz | 5. Feb. 1945  | Rittmeister        | Kdr. Schwere Kavallerieabteilung 4      |
| Henke, Günther              | Ritterkreuz                | 6. Okt. 1944  | Leutnant           | Zugführer 7./RR 41                      |
| Weinreich, Fritz            | Ritterkreuz                | 17. März 1945 | Unteroffizier      | Zugführer 4./RR 41                      |
| Wonde, Hermann              | Ritterkreuz                | 23. März 1945 | Leutnant           | Führer 6./RR 41                         |
| Bullinger, Herbert          | Ritterkreuz                | 1. Feb. 1945  | Rittmeister        | Kdr. II./KR 5                           |
| Spieß, Jakob                | Ritterkreuz                | 15. Aug. 1944 | Leutnant d. R.     | Schwadronsführer im KR 5                |
| Graf von Plettenberg, Georg | Ritterkreuz                | 30. Apr. 1945 | Rittmeister        | Kdr. Schwere Kavallerieabteilung 4      |
| Sonntag, Karl-Heinrich      | Ritterkreuz                | 4. Okt. 1944  | Oberleutnant d. R. | Führer I./Schwere Kavallerieabteilung 4 |

## Bekannte Divisionsangehörige
- Helmuth von Grolman (1898–1977), ab 20. März 1959 erster Wehrbeauftragter des Deutschen Bundestages